# Max Freedom Long
Max Freedom Long (26 octobre 1890 – 23 septembre 1971) était un romancier américain et auteur New Age.

## Jeunesse et carrière
Max Freedom Long est né le 26 octobre 1890 à Sterling, Colorado, de Toby Albert Long et de sa femme Jessie Diffendaffer. Au recensement de 1910, il travaillait comme photographe dans sa ville natale et vivait dans la maison de son grand-père avec ses parents. Il a fréquenté la Los Angeles State Normal School de septembre 1914 à juin 1916 et a obtenu un diplôme d'associé en arts (deux ans) en éducation générale. Après avoir obtenu son diplôme, il a travaillé brièvement comme mécanicien automobile à Los Angeles.
En 1917, Long a déménagé sur l'île d'Hawaï pour enseigner dans les écoles élémentaires de la grande île. Il a déménagé à Honolulu en 1920 et y a vécu jusqu'en 1932. Il a travaillé dans (et plus tard possédé) un magasin de photographie. En 1920, il épousa une Anglaise du nom de Jane Jessie Rae, propriétaire de l'hôtel Davenport à Honolulu. Quand il est arrivé à Hawaï, il a affirmé que certains Hawaïens autochtones pratiquaient ce qu'il appelait la magie . Long a écrit qu'au début, il était sceptique quant à cette magie, mais est devenu plus tard convaincu que cela fonctionnait.[réf. nécessaire] Il a consacré le reste de sa vie à créer des théories sur la façon dont les Hawaïens indigènes ont fait ce qu'il a prétendu qu'ils ont fait, et à enseigner ces théories par la vente de livres et de bulletins.[réf. nécessaire]
Au milieu des années 1930, Long a déménagé à Orange County, en Californie, et a commencé à se concentrer sur l'écriture de livres inspirés par ses expériences à Hawaï. Il s'est marié une deuxième fois en Californie.[C'est-à-dire ?]

## Invention de Huna
Long a décidé d'appeler sa compilation d'enseignements Huna, car l'un des sens du mot est "secret caché". Il a écrit qu'il l'a dérivé du mot kahuna, qui signifie « prêtres et maîtres artisans qui se sont classés près du sommet de l'échelle sociale ». Long a publié une série de livres sur Huna à partir de 1936 et a fondé une organisation appelée Huna Fellowship en 1945.
Il n'y a pas de sources hawaïennes acceptées - Malo, Kamakau, 'I'i, ou Kepelino  - qui se réfèrent au mot Huna comme une tradition d'apprentissage ésotérique.
Max Freedom Long a écrit qu'il avait obtenu nombre de ses études de cas et ses idées sur ce qu'il fallait rechercher dans la magie kahuna du directeur du Bishop Museum à Honolulu, William Brigham. Il n'y a aucune preuve crédible que les deux hommes se soient rencontrés. Même si c'était le cas, Brigham n'était pas un expert des kahunas et n'a documenté dans ses propres écrits aucun des incidents que Long lui avait attribués, y compris la marche sur de la lave chaude. Dans ses lettres et manuscrits, Brigham a déclaré que les Hawaïens étaient "une race inférieure", et impliquait qu'ils étaient paresseux. Il a qualifié la reine Lili'uokalani de « diablesse », de « squaw » et de « nègre ».
Le savant hawaïen natif Charles Kenn, un trésor vivant d'Hawaï, reconnu dans la communauté hawaïenne comme un kahuna et un expert de l'histoire et des traditions hawaïennes, était ami avec Max Freedom Long mais a déclaré: «Bien que cette étude de Huna soit une étude intéressante ,… Ce n'est pas et n'a jamais été hawaïen. " 
L'auteur hawaïen Pali Jae Lee, bibliothécaire de recherche au Bishop Museum, a mené des recherches approfondies sur Max Freedom Long et Huna. Elle a conclu, sur la base de ses entretiens avec des aînés hawaïens que « Huna n'est pas hawaïenne ». Lee cite Theodore Kelsey, un trésor vivant d'Hawaï, réputé pour son travail de traducteur hawaïen, qui a écrit une lettre à Long en 1936 (maintenant aux Archives de l'État d'Hawaï) critiquant son utilisation des termes "unihipili" et "aumakua",.
Le professeur Lisa Kahaleole Hall écrit que Huna "ne ressemble absolument à aucune vision du monde ou pratique spirituelle hawaïenne" et l'appelle une partie de "l'industrie spirituelle du New Age". Les livres de Huna sont classifiés comme des « exemples d'appropriation culturelle ».

## Fin de vie
Max Freedom Long a cessé de publier des bulletins à la fin de 1970 en raison d'une mauvaise santé. Il est décédé chez lui à Vista, en Californie, le 23 septembre 1971, des suites d'une blessure par balle à la tête. Il souffrait d'un cancer des os depuis quelques années à ce moment-là et souffrait constamment dans ses derniers mois. Il croyait à l'euthanasie volontaire.

## Bibliothèque et musée Max Freedom Long
Avant sa mort, les papiers et la bibliothèque de Long ont été intégrés à la Max Freedom Long Library and Museum du Huna Research Center à Fort Worth, au Texas . Il a été créé par un étudiant nommé Dolly Ware, qui a hérité de la bibliothèque de Long. Après la mort de Dolly Ware en 2012, des parties de la collection ont été vendues à des libraires d'antiquaires. D'autres parties sont devenues la possession d'Elvis Otha Wingo, qui était un successeur direct de la tradition de Long. Des parties de la collection de la bibliothèque et du musée d'origine ont depuis été reconstituées aux archives et collections spéciales de l'Université d'État de Valdosta dans le cadre de leur bibliothèque de recherche sur les mouvements du New Age, de l'occultisme et du spiritisme. Les pièces restantes sont recherchées par le conservateur de la collection, Guy Frost de la bibliothèque Odum de l'Université d'État de Valdosta.

## Œuvres de Max Freedom Long

### Œuvres liées à Huna
- À la découverte de la magie ancienne, 1936
- La science secrète derrière les miracles, 1948  (ISBN 0875160476)
- Bulletins de Huna, 1948-1971
- Mana ou force vitale, 1949
- Le secret des miracles, 1953  (ISBN 0875160468)
- Grandir dans la lumière, 1955  (ISBN 0875160433)
- L'auto-suggestion et la nouvelle théorie de Huna du mesmérisme et de l'hypnose, 1958
- Analyse psychométrique, 1959
- Code Huna dans les religions, 1965  (ISBN 0875164951)
- Courts entretiens sur Huna, 1978  (ISBN 0910764026)
- Récupérer la magie ancienne, 1978  (ISBN 0910764018) (initialement publié en 1936)
- Ce que Jésus a enseigné en secret, 1983  (ISBN 0875165109)
- Symbologie des cartes de tarot, 1983  (ISBN 0910764077)

### Romans du détective hawaïen Komako
- Meurtre entre l'obscurité et l'obscurité, 1939
- Les meurtres de la coulée de lave, 1940
- La mort devient indigène, 1941

### Traditions hawaïennes
- Jensen & Jensen, filles de Haumea (Pueo Press, 2005)
- June Gutmanis, Kahuna La'au Lapa'au: Hawaiian Herbal Medicine (Island Heritage, 1976)
- ES Craighill Handy, religion polynésienne (réimpression de Kraus, 1971)
- Pali Jae Lee et Koko Willis, Contes de l'arc-en-ciel nocturne
- Makana Risser Chai, Na Mo'olelo Lomilomi: Traditions of Hawaiian Massage & Healing (Bishop Museum, 2005)